# Sant Daniel (antic municipi)
Sant Daniel és un municipi del Gironès, esdevingut sector del municipi de Girona a la vall del mateix nom, a l'est del Barri Vell de la ciutat i al peu de les Gavarres. El riu Galligants travessa la vall.
L'Autonomista deia el 1933 al seu suplement literari que Sant Daniel era un poble de 912 habitants, situat a dos quilòmetres de Girona, a l'antiga Vall Umbrosa, notable pel seu monestir de monges benedictines, i que era un dels llocs més plàcids de Girona.
És un dels paratges naturals del municipi de Girona, amb una flora i una fauna molt riques i un bon nombre de fonts. Aquest antic municipi, agregat a Girona el 1963, incloïa els nuclis de Sant Daniel i Vila-roja d'Onyar.

## Història
Unes poques restes arqueològiques permeten pensar en alguna mena de poblament romà a la vall. Situada a l'est de la ciutat de Girona, la vall rebia diversos noms, segons la documentació més antiga: Vall Bascona, Vall Ombrosa, Vall Tenebrosa, Vall Profunda, Vall de la foscor. En la zona en què després hi haurà el monestir, hi havia un petit assentament al voltant d'una capella preromànica dedicada originàriament a sant Salvador, la qual pertanyia al Bisbat de Girona. Des del final del s. XI ja apareix documentada com a Vall de Sant Daniel amb motiu de l'arribada de les despulles de sant Daniel d'Armènia, vers l'any 888, segons la tradició. Els seus orígens cal situar-los entorn del monestir de Sant Daniel fundat per la comtessa Ermessenda, esmentat en el 1018 i al voltant del qual s'anà concentrant la població.
El creixement posterior del monestir va comportar el paral·lel augment de la colonització de la vall i de l'activitat econòmica de la zona: un nucli urbà petit al voltant del monestir i nombrosos masos dispersos per la vall i vessants adjacents (gairebé tot propietat del monestir), conformació que arriba fins als nostres dies. Una de les construccions de l'època plenament funcional encara avui és l'anomenat pont de la Font del Bisbe, l'únic medieval que té el municipi de Girona. La vall era aleshores a l'inici del camí de Girona cap a Madremanya i la Bisbal, és a dir, un lloc de pas cap a l'Empordà travessant el Massís de les Gavarres. D'altra banda, el camí d'accés habitual entre la vall i la ciutat de Girona era el que comunica el pont de la font del Bisbe, la Torre Gironella i el portal de Sant Cristòfol. A principis dels anys 1990 la construcció de la variant de la carretera N-II va dividir la vall en dos.
La documentació generada per l'Ajuntament de Sant Daniel al llarg de la seva existència, fins a la seva annexió al municipi de Girona l'any 1963 es troba a l'Arxiu Municipal de Girona.

## Demografia
Els darrers anys hi ha hagut un increment de població i a l'aturada relativa de l'envelliment per les noves construccions i la reforma d'altres d'antigues han atret nous veïns a la Vall. Segons el padró del 2010, la Vall consta de 655 habitants (el 0,68% de la població de la ciutat). Les dades dels darrers anys mostren petites oscil·lacions: 569 habitants el 2004; 608 el 2005; 653 el 2007; 671 el 2009; per bé que el 1982 hi havia 764 habitants. Amb tot, les estadístiques municipals mostren que un sector important de la població és d'edat avançada, sent la segona zona de la ciutat amb més gent gran.